# Quận Leelanau, Michigan
Quận Leelanau một quận thuộc tiểu bang Michigan, Hoa Kỳ. Quận lỵ đóng ở Leland6. Ngày 3 tháng 8 năm 2004, cử tri quận đã bỏ phiếu thông qua việc dời thủ phủ đến Xã Suttons Bay, gần trung tâm địa lý quận hơn. Năm 2008, các văn phòng quận đã hoàn tất việc dời thủ phủ 
Theo điều tra dân số năm 2000 của Cục điều tra dân số Hoa Kỳ, quận có dân số người.

## Địa lý
Theo Cục điều tra dân số Hoa Kỳ, quận có diện tích 6559 km2, trong đó có 903 km2 là diện tích mặt nước.

### Quận giáp ranh
- Quận Schoolcraft - bắc
- Quận Charlevoix - đông bắc
- Quận Antrim - đông
- Quận Grand Traverse - đông nam
- Quận Benzie - nam
- Quận Door, Wisconsin - tây
- Quận Delta - tây bắc